# Okręg Lozanna
Lozanna (fr. District de Lausanne, niem. Bezirk Lausanne) – okręg w zachodniej Szwajcarii, w kantonie Vaud. Siedziba administracyjna okręgu znajduje się w mieście Lozanna.

## Podział administracyjny
Okręg składa się z sześciu gmin (commune) o powierzchni 65,14 km² i o liczbie mieszkańców 169 024.
1. Cheseaux-sur-Lausanne
2. Epalinges
3. Jouxtens-Mézery
4. Lozanna (Lausanne)
5. Le Mont-sur-Lausanne
6. Romanel-sur-Lausanne